# 释迦院碑记

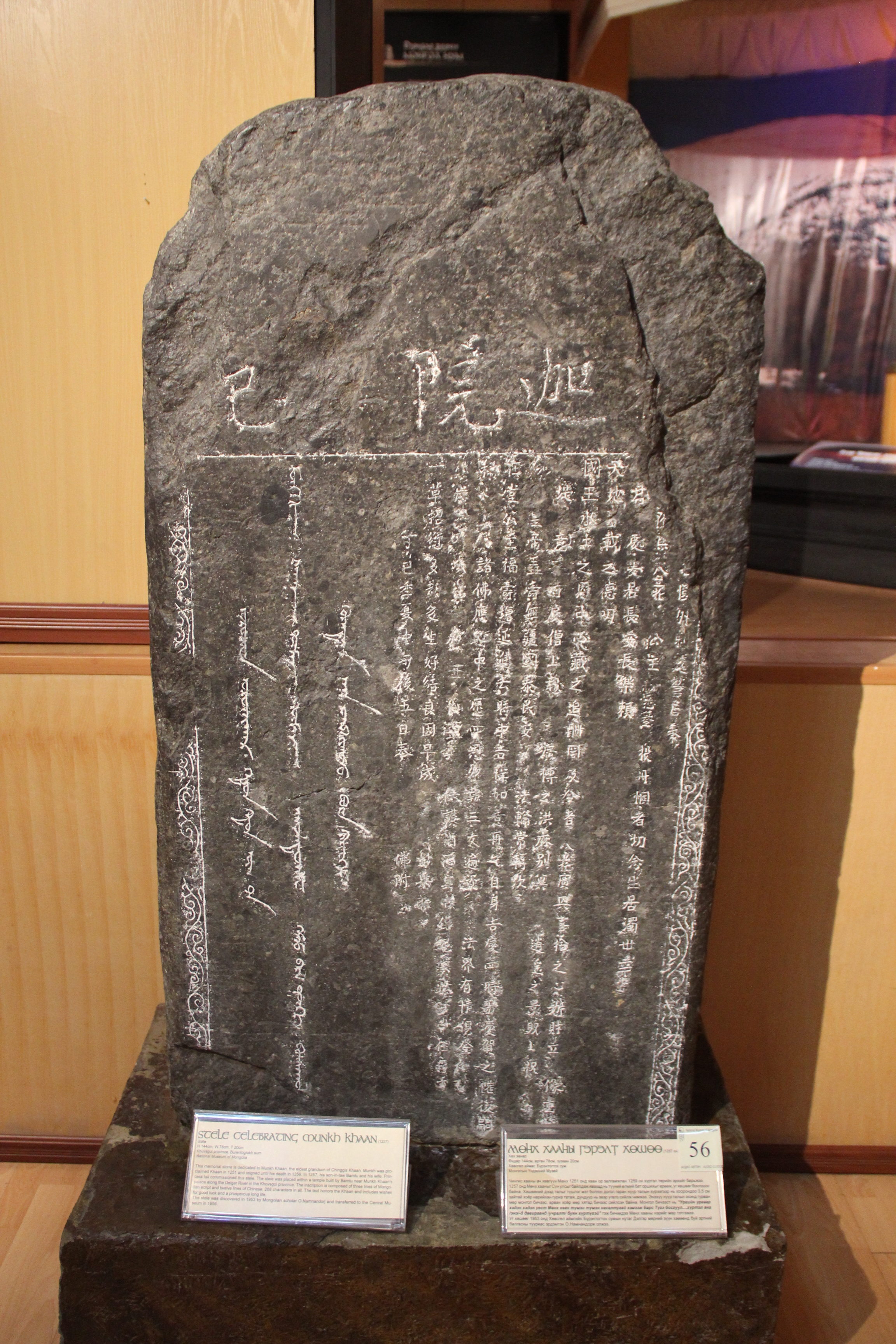
蒙古国家博物馆展出的《释迦院碑记》

释迦院碑，又称蒙哥汗碑，是蒙古帝国时代在漠北所立的一块蒙汉合璧双文石碑。蒙古蒙哥汗“丁已年（公元1257年）六月二十五日女婿八立托和公主一悉基立碑”，驸马八立托是斡亦剌部首领忽都合别乞之孙、脱劣勒赤之子，碑面上方为“释迦院碑记”汉文五字碑额。
碑文左侧为3行回鹘蒙古文，大意为祝愿蒙哥汗长寿、福荫及后代和立碑人八立托；右侧为12行268个汉字，记述了立碑经过。石碑安装在厚花岗岩基座上，石碑及碑座共高184厘米，约一吨重，当时被保存在一个寺庙遗址中，1953年在库苏古尔省阿尔宝力格县境内的得力格尔河北岸被蒙古国科学院考察队发现，于1956年被带到乌兰巴托，并在蒙古国家博物馆保存至今。